# MTR390

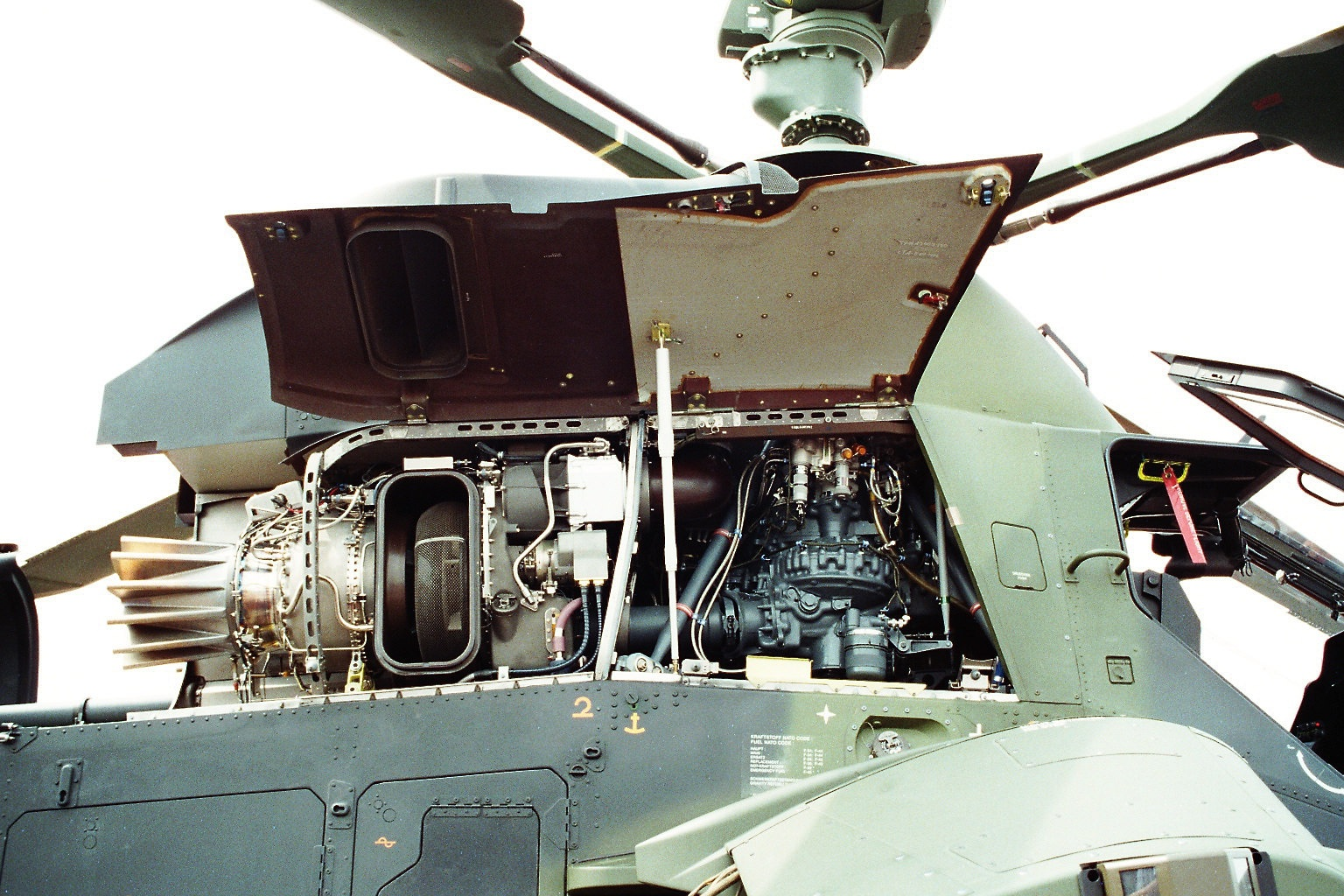
MTR390 installiert in einem Eurocopter Tiger

Das MTR390 ist ein Hubschraubertriebwerk, welches von einem Konsortium aus MTU Aero Engines, Turbomeca, Rolls-Royce plc sowie Industria de Turbo Propulsores (ITP) entwickelt und hergestellt wird. Es ist zivil und militärisch zugelassen, wird bisher aber nur im Unterstützungshubschrauber Eurocopter Tiger eingesetzt.

## Geschichte
Erste Entwicklungsarbeiten begannen bereits Mitte der 1970er Jahre, der Programmstart erfolgte 10 Jahre später. Das Triebwerk wurde Mitte der 1990er Jahre militärisch sowie zivil zertifiziert und ab 2003 als MTR390-2C in Serie hergestellt. Seit 2005 wird die verbesserte Version MTR390-E entwickelt ("E" für engl. enhanced, dt. verbessert).

## Herstellerkonsortien
Nach der Erweiterung des Herstellerkonsortiums um die spanische ITP wurde eine zweite Konsortialgesellschaft gegründet. Beide haben ihren Sitz in Hallbergmoos.

### MTU Turbomeca Rolls-Royce
Für Entwicklung, Produktion und Instandhaltung gründeten die drei europäischen Triebwerkshersteller MTU, Turbomeca und Rolls-Royce im Juni 1989 die MTU Turbomeca Rolls-Royce GmbH (MTR). Diese ist gegenüber der europäischen Beschaffungsorganisation OCCAR sowie der Australian Aerospace Vertragspartner für die Basisversion MTR390-2C.

### MTU Turbomeca Rolls-Royce ITP
Für Entwicklung, Herstellung und Instandhaltung der leistungsgesteigerten Version wurde im November 2005 unter dem Namen MTU Turbomeca Rolls-Royce ITP GmbH (MTRI) eine neue Gesellschaft unter Beteiligung der spanischen ITP gegründet. Diese ist Vertragspartner der OCCAR für die Version MTR390-E.

## Technik
Das Triebwerk ist in Zweiwellenbauweise ausgelegt und modular aufgebaut:
- Modul 1 – Getriebeeinheit: Diese kombiniert Reduktionsgetriebe und Hilfsgetriebe zum Antrieb der Anbaugeräte in einem Gehäuse.
- Modul 2 – Kerntriebwerk: Das Kerntriebwerk verfügt über zwei Radialverdichterstufen, eine Ringbrennkammer sowie eine einstufige Hochdruckturbine.
- Modul 3 – Arbeitsturbine: Der Antrieb der Niederdruckwelle erfolgt mittels einer zweistufigen Niederdruckturbine.

Anbaugeräte wie der Generator sind im oberen Bereich angeordnet, wo diese besser gegen Beschuss geschützt sind.

## Technische Daten
|                        | MTR390-2C Basisvariante | MTR390-E „Enhanced“ |
| Trockengewicht (kg)    | 169                     | < 179               |
| Verdichtungsverhältnis | 13:1                    | 14:1                |
| Startleistung (kW)     | 958                     | 1,049               |
| Dauerleistung (kW)     | 873                     | 1,000               |